# ボビー・バス
ボビー・バス（"No Class" Bobby Bass、本名：Dennis Baldock、1947年2月23日 - ）は、カナダのプロレスラー。ノバスコシア州ダートマス出身。
カナダ各地やアメリカ南部のローカル・テリトリーを主戦場に、テキサスのアウトローをギミックとしたラフファイト主体のヒールとなって活動した。

## 来歴
ホイッパー・ビリー・ワトソンの息子フィル・ワトソンのトレーニングを受けて、1969年にアメリカ中南部のケンタッキーにてデビュー。以降、1970年代初頭はスチュ・ハートが主宰していたカルガリーのスタンピード・レスリングにおいて、ボブ・プリングル（Bob Pringle）の名義で活動。トーア・カマタ、ビューティフル・ブルータス、ギル・ヘイズ、シャチ横内、ヤス藤井、ベンジー・ラミレス、アブドーラ・ザ・ブッチャーらのジョブ・ボーイを務めた。
1973年8月より、メキシコ湾岸のガルフ・コースト・チャンピオンシップ・レスリングに参戦。一時戦線を離脱していたロン・バスに代わるドン・バスのパートナーとなり、ボビー・バス（Bobby Bass）と名乗ってバス・ブラザーズに加入。8月26日にはリップ・タイラー&エディ・サリバンからガルフ・コースト版のNWA USタッグ王座を奪取。ケン・ルーカス&マイク・ボイエッティなどのチームとも抗争した。
その後はカルガリー地区に戻り、1976年4月9日にリッパー・コリンズと組んでインターナショナル・タッグ王座を獲得。同年5月、スタンピード・レスリングとの提携ルートで国際プロレスの『ビッグ・チャレンジ・シリーズ』に初来日。エースのラッシャー木村をはじめ、グレート草津、マイティ井上、アニマル浜口、さらには同時参戦していた上田馬之助ともシングルマッチで対戦した。
1977年3月より、テキサス・アウトロー（The Texas Outlaw）と名乗ってバンクーバーのNWAオールスター・レスリングに登場し、マイク・シャープ・ジュニア、ガイ・ミッチェル、ダッチ・サベージ、ジン・キニスキーらと対戦。バンクーバー版のNWAカナディアン・タッグ王座もパートナーを代えて再三獲得しており、1977年8月22日にはブラック・アベンジャーと組んでエディ・モロー&ジェリー・モローを、1978年7月24日にはアイアン・シークと組んでドン・レオ・ジョナサン&ジェイク・ロバーツを破り戴冠している。
1979年6月、テキサス・アウトローのリングネームで国際プロレスの『ビッグ・サマー・シリーズ』に再来日。6月25日の堺大会では浜口との金網デスマッチ、7月9日の仙台大会では阿修羅・原とのチェーン・デスマッチが行われた。7月21日の村上大会における木村とアレックス・スミルノフのIWA世界ヘビー級王座戦では、リングサイドから凶器を投げ入れてスミルノフのタイトル奪取をアシストしている。
その後はリングネームをボビー・バスに戻して、地元のノバスコシアを拠点とするマリタイムズのアトランティック・グランプリ・レスリング（AGPW）に定着。1980年にはキューバン・アサシンと組んでレオ・バーク&ヒューバート・ギャラントを破り、AGPW北米タッグ王座を獲得した。以降、1980年代はAGPWを主戦場としつつ、1984年から1986年にかけては、カナダにおけるWWFのTVテーピングやハウス・ショーにも出場。ジミー・スヌーカ、ダイナマイト・キッド、バリー・ウインダム、マイク・ロトンド、ティト・サンタナ、ジャンクヤード・ドッグらのジョバーを務めた。
以降もAGPWを主戦場としていたが、1990年に引退。その後は1999年にAGPWが主催した "Legends of Grand Prix tour" に出場。2002年にはマリタイムズの新興団体リアル・アクション・レスリングに登場した。

## 得意技
- エルボー・ドロップ
- ニー・ドロップ
- ブルドッギング・ヘッドロック

## 獲得タイトル
ガルフ・コースト・チャンピオンシップ・レスリング
- NWA USタッグ王座（ガルフ・コースト版）：1回（w / ドン・バス）[7]

スタンピード・レスリング
- インターナショナル・タッグ王座：3回（w / リッパー・コリンズ、Bill Cody、Duke Myers）[8]

NWAオールスター・レスリング
- NWAカナディアン・タッグ王座：5回（w / Joe Palardy、ブラック・アベンジャー、アイアン・シーク、Joe Ventura、Yaki Joe）[12]

アトランティック・グランプリ・レスリング
- AGPW北米タッグ王座：1回（w / キューバン・アサシン）[16]